# US Changé
Union Sportive Changéenne là một câu lạc bộ bóng đá Pháp thành lập năm 1949. Họ có trụ sở tại thị trấn Changé, Mayenne và sân vận động của họ là Stade Municipal des Sablons, nơi có sức chứa 3.500 khán giả. Kể từ mùa giải 2018-19, họ chơi ở Vùng 1 Pays de la Loire, cấp độ thứ sáu của hệ thống giải đấu Pháp.

## Lịch sử
Câu lạc bộ được thành lập vào ngày 2 tháng 2 năm 1949, với chủ tịch đầu tiên là Jean Pigree. Ban đầu, họ chơi ở giải đấu quận Mayenne, được thăng chức vào hệ thống giải đấu Maine năm 1994. Vào năm 2000, họ đã được thăng hạng lên Championnat de France Amateur 2 bằng cách giành giải Maine Division d'Honneur. Kể từ đó, câu lạc bộ đã được thăng cấp và xuống hạng giữa CFA 2 và DH một số lần.
Năm 2002, câu lạc bộ lọt vào trận chung kết 1/16 của Coupe de France, thua 3-0 trước Stade de Reims.
Vào năm 2008, câu lạc bộ đã xếp hạng 4 ở bảng G của CFA 2, giải đấu kết thúc tốt nhất trong lịch sử câu lạc bộ.